# Dustin Poirier
Dustin Glenn Poirier (født 19. januar 1989 i Lafayette, Louisiana i USA), er en amerikansk MMA-udøver-, som siden 2011 har konkurreret i organisationen Ultimate Fighting Championship (UFC). Han har været professionel MMA-kæmper siden 2009 og har tidligere konkurreret i Bang FC og World Extreme Cagefighting (WEC). Han har vundet over bemærkelsesværdige navne som Anthony Pettis, Max Holloway og Jim Miller og kun tabt få kampe til blandt andre Conor McGregor. Den 27. april, 2018, var Poirier rangeret som #4 på den officielle UFC-letvægts-rangliste. Poirier er en af hovednavnene i en dokumentar, kaldet Fightville af Petra Epperlein og Michael Tucker, der skildrer MMA-scenen i den sydlige del af Louisiana.

## Tidlige år
Poirier er fra byen Lafayette i Louisiana og er af fransk afstamning og er specielt af cajunsk opgav. Poirier brydede på Northside High School i Lafayette, Louisiana. He flyttede til South Florida with med sin kone Jolie på grund af bedre træning.

## MMA-karriere

### Tidlige karriere
Poirier blev professionel i 2009 og opbyggede hurtigt en rekordliste på 7-0, hvor han meste kæmpede på regionale stævner i Louisiana og i Deep South-området. Han besejrede Daniel Watts den 31. oktober 2009 via knockout i 1. omgang på Bang FC.

### World Extreme Cagefighting
Poirier tabte en kamp via enstemmig afgørelse til Danny Castillo i sin WEC debut den 18, 2010 på WEC 50.
Poirier besjerede Zach Micklewright via TKO i 1. omgang den 11. november, 2010 på WEC 52.

### Ultimate Fighting Championship

#### 2010
I oktober, 2010, fusionerede World Extreme Cagefighting med Ultimate Fighting Championship. Som en del af sammenlægningen, blev alle WEC-kæmperne overført til UFC.
Efter UFC/WEC-sammenlægningen, blev den nykronede UFC-fjervægts-mester José Aldo arrangeret til at forsvare sit første titelforsvar mod #1-udfordreren Josh Grispi på UFC 125. Aldo meldte herefter afbud på grund af en rygskade den 23. november, 2010. Poirier erstattede Aldo og mødte Grispi på stævent den 1. januar, 2011. Poirier vandt kampen via enstemmig afgørelse.

#### 2014
Poirier mødte Conor McGregor den 27. september 2014 på UFC 178. Han tabte kampen via TKO i 1. omgang. Dette resulterede i at han blev stoppet af slag for første gang i karrieren. Om sin kamp mod Conor McGregor, sagde han “I always saw it as a plus but the Conor McGregor fight was the turning point. I remember I was backstage getting ready to walk out and I saw him and he threw this smile and pointed at me. I don’t know why but it really got to me, man. It really messed with my head."

#### 2017
Poirier udfordrede Jim Miller den 11. februar, 2017 på UFC 208. Poirier pressede Miller opad buret hvilket synes at skade Miller. Som modsvar sparkede Miller gentagne gange Poirier's ben. Senere fik Miller, Poirier ned på guvlet og mislykkedes med et kimura lock-forsøg. Poirier vandt kampen via en tæt dommerafgørelse. Sejren tilegnede også Poirier $50,000 og sin 3. Fight of the Night bonus-pris. På grund af de skader han havde fået i kampen, blev Poirier suspenderet på ubestemt tid.
Efter suspernderingen, kæmpede Poirier mod Eddie Alvarez den 13. maj, 2017 på UFC 211. Poirier rystede Alvarez i 1. omgang, men blev efterfølgende slået ned da Alvarez ramte med 2 ulovlige knæ, mens Poirier var opad buret. Da Texas-kommissionen ikke opererede under de nye regler, erklærede ringdommeren, Herb Dean kampen en No Contest.
Poirier mødte Anthony Pettis den 11. november, 2017 i hovedkampen på UFC Fight Night: Poirier vs. Pettis. Han vandt kampen efter at Pettis gav op efter et muligvis brækket ribben i 3.omgang, selvom det blev annonceret som en TKO-sejr. Kampen gav ham også Fight of the Night-prisen.

## Træning
Poirier plejede at træne på Gladiators Academy, ledet af den pensionerede MMA-kæmper Tim Credeur. Efter sit nederlag mod Chan Sung Jung, flyttede Poirier til American Top Team.

## Velgørenhed
Poirier aktionerede sit UFC 211-tøj på eBay for at samle penge sammen til Second Harvest Food Bank. Den højest bydende betalte $5,100 for Poirier's t-shirt, handsker, håndbind og shorts. Poirier aktionerede også sit UFC Fight Night: Poirier vs. Pettis og UFC on Fox: Poirier vs. Gaethje-tøj. Pengene, der blev indsamlet gik til en familie, der havde mistet en Lafayette-politbetjent og Acadiana Outreach Center. 

## Privatliv
Poirier fik sin første tatovering som 14-årig. Currently, his chest and arms are covered in tattoos, including two Japanese characters on his chest. Poirier har en kone, Jolie, der blev gravid i december, 2015. Parret fik deres første barn, Parker Noelle Poirier, den 20. august, 2016.

## Mesterskaber og priser
- Ultimate Fighting Championship
  - Submission of the Night (1 gang)  vs. Max Holloway
  - Fight of the Night (1 gang)  vs. Jung Chan-Sung, Akira Corassani, Jim Miller, Anthony Pettis og Justin Gaethje
  - Performance of the Night (2 gange)  vs. Carlos Diego Ferreira og Yancy Medeiros
- ESPN MMA Awards
  - Fight of the Year (2012) vs. Jung Chan-Sung den 15. maj
- Sherdog Awards
  - Fight of the Year (2012) vs. Jung Chan-Sung den 15. maj
- MMAJunkie.com
  - 2014 April Fight of the Month vs. Akira Corassani[34]
- Wrestling Observer Newsletter
  - Fight of the Year (2012) vs. Jung Chan-Sung on May 15[35]
- Bang FC
  - Knockout (2009)